# John Herbert Hardy
John Herbert Hardy, CBE, MC (* 18. September 1893; † 3. August 1969 in Lancaster, Lancashire, England) war ein britischer Offizier und zuletzt Brigadegeneral der British Army.

## Leben
John Herbert Hardy wurde nach einer Offiziersausbildung am 28. November 1913 als Second Lieutenant in das 3. Bataillon des Linieninfanterieregiments King's Own Royal Regiment (Lancaster) übernommen und im Zuge der Mobilmachung zu Beginn des Ersten Weltkrieges mit einer regulären Kommission als Second Lieutenant am 1. September 1914 ins 1. Bataillon versetzt. Während des Krieges wurde er am 18. Februar 1915 zum Lieutenant befördert und hatte zwischen dem 4. Dezember 1915 und dem 13. März 1916 sowie erneut vom 17. bis 30. Juni 1916 den zeitlichen befristeten Dienstgrad eines Temporary Captain inne. Am 23. Juni 1917 wurde er zum Ägyptischen Heer abgeordnet und am 13. Juli 1917 zum Captain befördert. In der Zwischenkriegszeit diente er unter anderem vom 23. Juni bis zum 7. Juli 1921 als Staff Captain der Verteidigungskräfte (Defence Force) sowie vom 22. März 1924 bis 1928 als Adjutant des 4. Bataillons des King's Own Royal Regiment (Lancaster). Am 7. September 1933 wurde er zum Major befördert und übernahm von 1936 bis Februar 1939 den Posten als Kommandant des Regimentsdepots sowie danach zwischen März und Juli 1939 als Kommandeur des 1. Bataillons des King's Own Royal Regiment (Lancaster).
Zu Beginn des Zweiten Weltkrieges war Hardy, der mit dem Military Cross (MC) ausgezeichnet wurde, von August 1939 bis April 1941 Kommandeur des 2 Bataillons des King's Own Royal Regiment (Lancaster). Nach seiner Beförderung zum Colonel wurde er im April 1941 stellvertretender Kommandeur (Second-in-Command) der britischen Truppen in Zypern sowie im Anschluss von Juli 1941 bis August 1942 Kommandeur der Libyisch-Arabischen Streitkräfte (Libyan Arab Force). Während er anschließend von August bis Oktober 1942 kurzzeitig Kommandeur der Truppen im Niltal war, wurde ihm am 15. September 1942 der kommissarische Rang eines Acting Brigadier verliehen. Daraufhin wurde er Kommandeur des irakischen Kontingents der „Paiforce“ genannten Persisch-Irakischen Streitkräfte (Persia and Iraq Force) und als solcher im Oktober 1942 auch zum Brigadier befördert. Im weiteren Kriegsverlauf war er schließlich zwischen Februar 1944 und November 1946 Kommandeur der Verteidigungskräfte (Mersey Defences) und des Unter-Militärbezirks am River Mersey (Mersey Sub-District). Für seine militärischen Verdienste wurde er 1946 zum Companion des Order of the Bath (CB) ernannt. Im Februar 1947 schied er aus dem aktiven Militärdienst und trat in den Ruhestand.
Im August 1947 übernahm Hardy von Generalmajor Russell Mortimer Luckock das Ehrenamt als Colonel of The King’s Own Royal Regiment (Lancaster) und hatte dieses bis zu seiner Ablösung durch Generalleutnant Sir Richard Anderson am 1. September 1957 inne.